# Corde Oblique
 Corde Oblique es una de las principales bandas de ethereal, progressive y neofolk en Italia, siendo el proyecto en solitario de Riccardo Prencipe (compositor, historiador del arte) con contribuciones vocales de numerosos cantantes y actores. Su estilo musical es Neoclásico (darkwave),  inspirado en las antiguas artes visuales italianas. Han publicado 6 álbumes; su último álbum de estudio se llama I maestri del Colore, y fue concebido como una paleta de madera utilizada para mezclar colores con sonidos: los sonidos de los colores se evocan utilizando muchos instrumentos y estilos diferentes. Casi todas las tonalidades musicales existentes se han utilizado para sus canciones; además, cada título hace referencia a un color diferente y el diseño gráfico está inspirado en una de las enciclopedias italianas más famosas de la historia del arte, lanzada en los años 60. 

## Historia
Riccardo empezó en 1999 con su primera banda, Lupercalia, de estilo gótico y neomedieval.  Fue lanzado su primer álbum Soehrimnir con la compañía discográfica inglesa World Serpent Distribution (Dead in June, Current 93, Antony and the Johnsons, Nurse with Wound) y el segundo álbum Florilegium, con la disquera portuguesa Equilibrium Music. En 2005 Riccardo empezó su idea del "Taller de sonido", un equipo abierto con muchos artistas con quien colaborar.

## Conciertos
Corde Oblique actuó en festivales en Italia, China, Francia, Alemania, Bélgica, Holanda y Albania, compartiendo la etapa con bandas como: Bauhaus, Anathema, Opeth, Coph Nia, Moonspell, Ataraxia, Persephone, Spiritual Front, QNTAL, Kirlian Camera, Of the Wand and the moon, y más. Algunos de los sitios y festivales donde actuaron desde 2005 son: Auditorio Parco della Musica (Roma), La Loco (París), Gotischer Saal (Berlín), Casa del Jazz (Roma), Museo Arqueológico (Nápoles), Schauspielhaus (Leipzig), Centro de Cultura (Shanghái), La Locomotive (Bolonia), Museo Madre (Nápoles), Tanzbrunnen Teatro (Colonia), Auditorio del Museo di Capodimonte (Nápoles), Museo Centrale Montemartini (Roma), Teatro Mediterraneo por il Comicon festival (Nápoles), Stazione Birra (Roma), Giffoni Festival de Cine (Giffoni), Qube (Roma), Centro Cultural de Huy (Belgio), Casina Vanvitelliana (Bacoli), Teatro centrale di Valona (Albania), Villa Pignatelli (Nápoles), Oratorio di San Quirino (Parma), Villa Fondi (Piano di Sorrento), Arco de Trajano (Ancona), Università degli Studi (Florencia), Casa della Musica (Nápoles), Giardini Estensi (Módena), Nanshan recreation and sports theatre (Shenzhen, China).

## Colaboraciones con artistas y fotógrafos
La banda actuó en el Festival Comicon junto con el pintor Milo Manara, para la presentación de su libro sobre Caravaggio. 
La imagen de portada y todas las fotos del álbum Florilegium son fotografías del fotógrafo alemán Achim Bednorz;  la imagen de portada del álbum Respiri, del fotógrafo japonés Kenro Izu; la del álbum I Maestri del Colore, de uno de los principales fotógrafos italianos: Franco Fontana.

## Historia de arte
La música tiene una profunda conexión con la historia del arte. Como historiador de arte Riccardo Prencipe (Ph.D.) trabajó en los textos críticos de la exposición en el Museo Nacional de Capodimonte sobre el laúd de Jan Vermeer y realizó algunas conferencias sobre instrumentos musicales antiguos a través de pinturas, frescos y estatuas de la Roma antigua y la Edad Media.  

## Lista de invitados y contribuciones[2][5]
En muchos años, Riccardo escribió música y letras para muchas voces y músicos. Aquí una lista de algunos músicos presentados en los álbumes de Corde Oblique: 
- Caterina Pontrandolfo - Vocal en todos los álbumes
- Duncan Patterson (Anathema) - Mandolina en A Hail of Bitter Almonds
- Flautas de Walter Maioli (Synaulia) en A Hail of Bitter Almonds y en I maestri del Colore
- Arcordeón por Donatello Pisanello (Officina Zoé) en A Hail of Bitter Almonds
- Floriana Cangiano - Voz en todos, excepto en Respiri, I maestri del Colore y The Moon is a Dry Bone
- Simone Salvatori (Spiritual Front) - Voz en Volontà d'arte
- Sergio Panarella (Ashram) - Voz en Volontà d'arte
- Spyros Giasafakis (Daemonia Nymphe) - Voz en A Hail of Bitter Almonds y Per le strade ripetute
- Luigi Rubino (Ashram) Piano en todos los álbumes
- Claudia Florio - Voz en Volontà d'arte
- Catarina Raposo - Voz en Respiri y Volontà d'Arte '
- Denitza Seraphim (Irfan) - Voz en I maestri del Colore
- Quartetto Savinio - aparición en I maestri del Colore
- Giuseppe Frana (Micrologus) - Voz en I maestri del Colore
- Edo Notarloberti (Argine, Ashram) - Violín en todos los álbumes
- Annalisa Madonna (voz en vivo)
- Umberto Lepore (bajista en vivo)
- Alessio Sica (batería en vivo)

## Discografía

### Álbumes
- Respiri (ARK Records/Masterpiece, 2005)
- Volontà d'arte (Prikosnovenie/Audioglobe, 2007)
- The Stones of Naples (Prikosnovenie/Audioglobe, 2009)
- A Hail of Bitter Almonds (Prikosnovenie/Audioglobe, 2011)
- Per le strade ripetute (Prikosnovenie, The Stones of Naples/Audioglobe, 2013)
- I maestri del colore (Infinit fog, Audioglobe, 2016)
- Back through the liquid mirror - Vivo en el estudio (Dark Vinyl, Audioglobe, 2018). Edición asiática (CD/DVD Dying art productions 2018)
- The Moon is a Dry Bone (Dark Vinyl, Audioglobe, 2020)

### Vinilo
- Mille anni che sto qui (7" Caustic records 2017)

### Álbumes digitales
- Richiami a mezzo mare (2014)
- Itri (2015)
- I Maestri del Colore, Vol. 2 (2016)